# Goblin (Band)
Goblin ist eine italienische Progressive-Rock-Band.

## Geschichte
1974 gründeten der Schlagzeuger Carlo Bordini und der Sänger Tony Tartarini zusammen mit dem Keyboarder Claudio Simonetti und dem Gitarristen Massimo Morante die Band Cherry Five, man stand allerdings angeblich auch mit dem Produzenten der berühmten englischen Progressive-Rock-Band Yes Eddie Offord in Kontakt, der mit den vier Musikern unter dem Bandnamen Oliver ein Album in England aufnehmen wollte. Er stand jedoch auf Grund eines verlängerten USA-Aufenthaltes mit der Band Yes als Produzent nicht mehr zur Verfügung, so dass die Mitglieder nach einigen Auftritten und sporadischen Aufnahmesessions wieder die Koffer packten und sich zurück nach Italien begaben, um dort das ebenfalls mit Cherry Five betitelte Album aufzunehmen.
Danach löste sich die Band wieder auf, bis 1975 Regisseur Dario Argento Massimo Morante und Claudio Simonetti von Cherry Five wieder zusammenholte und die beiden mit dem Schlagzeuger der italienischen Prog-Rock-Band Etna Agostino Marangolo, dem Bassisten Fabio Pignatelli sowie dem Keyboarder Maurizio Guarini zusammenbrachte, damit diese für seinen Film Profondo Rosso einen Soundtrack schreiben und einspielen sollten. Dafür legte sich die Band den Namen Goblin zu. Nach der Zusammenarbeit entschied man sich, die Band nicht etwa wieder aufzulösen, sondern vielmehr das Album Roller (1976) einzuspielen.
Im selben Jahre widmete man sich auch wieder einem Soundtrack, nämlich dem zu dem Film Perché si uccidono. Den Soundtrack spielte man jedoch nicht unter dem Namen Goblin, sondern unter dem Namen Il Reale Impero Britannico ein. In den weiteren Jahren komponierte die Band weiterhin Soundtracks, größtenteils zu Horrorfilmen und spielte ein weiteres Konzeptalbum, Il Fantastico Viaggio del Bagarozzo Mark (1978) ein.

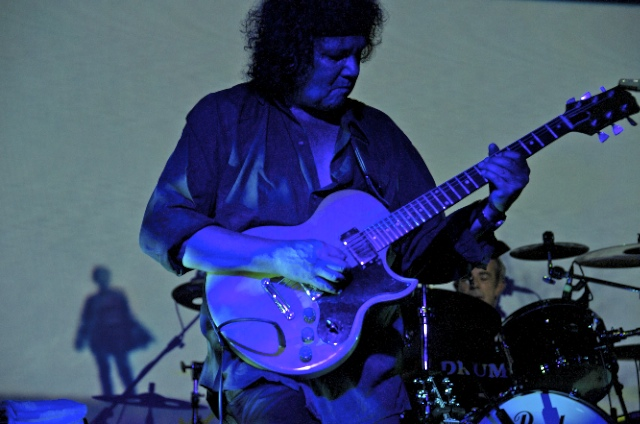
Goblin (2009)

Die Band löste sich zwar 1989 auf, kam aber 1998 für das Titellied zu dem Film Mind’s Eye und 2001 für den Soundtrack zu Dario Argento Film Sleepless noch einmal zusammen. Danach löste sich die Band erneut auf, da es während der Produktion zu Unstimmigkeiten gekommen war.
2005 kam es erneut zu einer Reunion. Das neue Studioalbum mit dem Titel BackToTheGoblin 2005 wurde vom klassischen Line-Up eingespielt. Am Keyboard war allerdings statt Claudio Simonetti das langjährige Band-Mitglied Maurizio Guarini am Werk. Nach dem Album löste sich die Band erneut auf, kam jedoch 2009 für eine Reihe von Konzerten in derselben Besetzung noch einmal zusammen. Es gab erneut bandinterne Unstimmigkeiten, so dass auch diese Reunion nicht von Dauer war.
Die Band ist gemeinsam mit Argentos Filmen Kult geworden, und ihre vielen Soundtracks sowie die zwei Studioalben wurden mehrfach wiederveröffentlicht, so dass Goblin sich über die Jahre eine große Fangemeinschaft erspielt haben.
Aktuell (2011) gibt es zwei Formationen der Band. Die beiden Gründungsmitglieder Claudio Simonetti und Massimo Morante starteten 2010 das Projekt „New Goblin“. Als zweiter Keyboarder ist Maurizio Guarini dabei.
Die andere Hälfte des klassischen Line-Ups, Fabio Pignatelli und Agostino Marangolo ist ebenfalls seit 2010 unter dem Namen „Goblin Rebirth“ aktiv. Keyboarder Aidan Zammit war bereits 2005 am letzten „Goblin“-Album beteiligt.
Am 23. Juni 2022 gab die Band über ihre Facebookseite den Tod Massimo Morantes bekannt.

## Diskografie

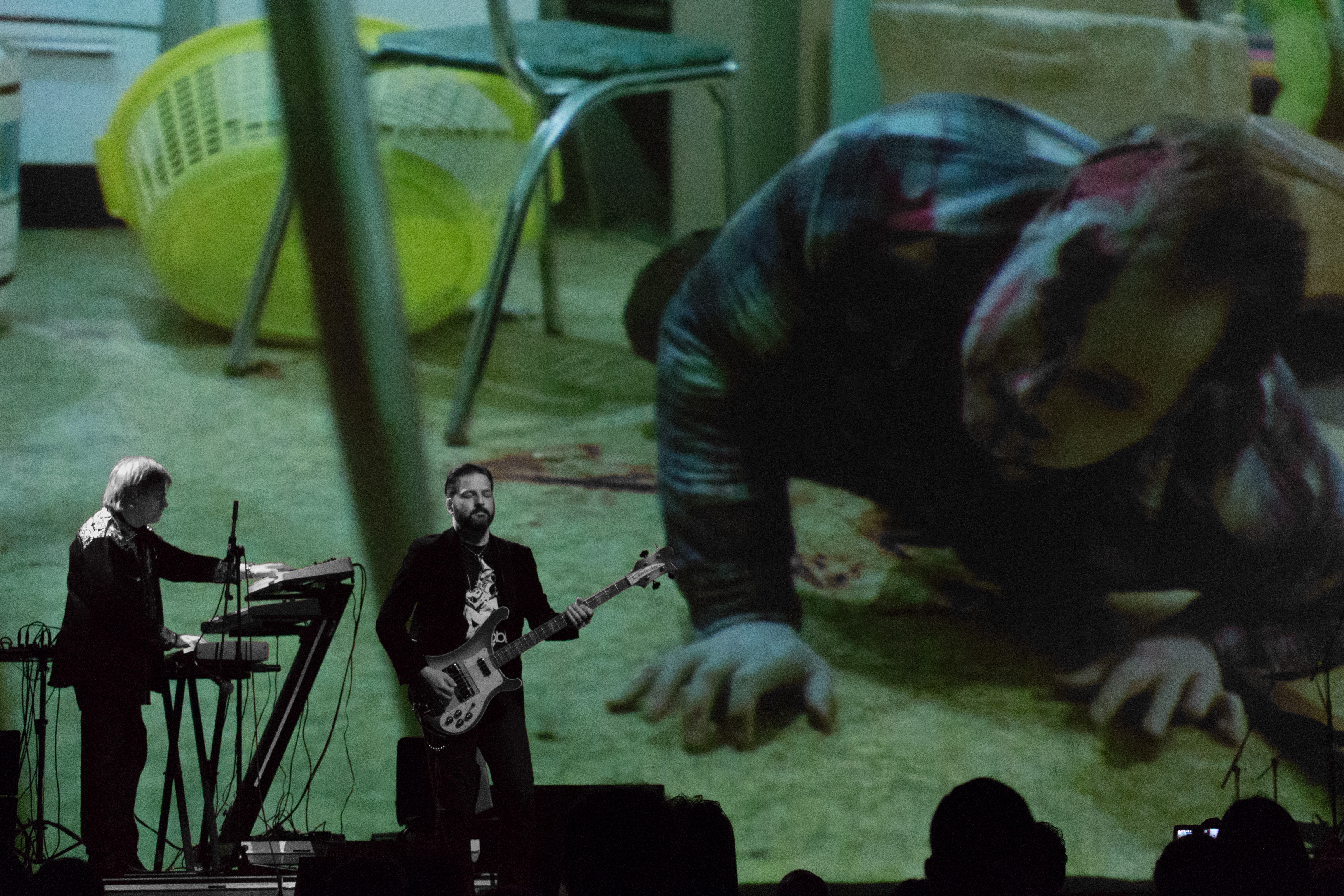
Goblin beim Roadburn 2015

- 1974: Cherry Five (in anderer Besetzung und noch unter dem Namen Cherry Five)
- 1975: Profondo Rosso (Soundtrack)
- 1976: Roller
- 1976: Perché si uccidono (Soundtrack)
- 1977: La via della droga (Soundtrack)
- 1977: Suspiria (Soundtrack)
- 1977: Martin (Soundtrack, jedoch nur für die italienische Version)
- 1978: Squadra antimafia (Soundtrack)
- 1978: Il Fantastico Viaggio del Bagarozzo Mark
- 1978: Dawn of the Dead (Soundtrack)
- 1978: Patrick (Soundtrack, jedoch nur für die italienische Version)
- 1979: Squadra antigangsters (Soundtrack)
- 1979: Buio Omega (Soundtrack)
- 1979: Amo non amo (Soundtrack)
- 1980: Contamination (Soundtrack)
- 1981: Night of the Zombies (Soundtrack)
- 1981: Mo deng tian shi (Soundtrack)
- 1981: Mount St. Helens – Der Killervulkan (Soundtrack)
- 1982: Tenebrae (Soundtrack unter den Namen der drei Komponisten Simonetti-Morante-Pignatelli)
- 1983: Il Ras del quartiere (Soundtrack)
- 1983: Notturno (Soundtrack)
- 1985: Phenomena (Soundtrack)
- 1989: La Chiesa (Soundtrack)
- 1998: Mind’s Eye (Titelthema)
- 2001: Sleepless (Soundtrack)
- 2005: BackToTheGoblin
- 2013: Goblin 2013 Tour EP (live)
- 2014: The Murder Collection

Außerdem wurden über die Jahre immer wieder Teile von ihren Soundtracks für andere Filme genutzt.